# Alejandro Vela
Manuel Alejandro Vela Garrido (nació el 28 de marzo de 1984 en Cancún, Quintana Roo), es un exfutbolista mexicano que se desempeñaba como extremo o mediocampista por izquierda.
Es hermano mayor de Carlos Vela, Campeón de la Copa Mundial de Fútbol Sub-17 con México; hermano de Enrique Vela, director técnico de Pioneros de Cancún en la Segunda División de México; padre de Christo Vela jugador del cuadro Sub-23 de las Águilas del América. 

## Trayectoria
Futbolista
Para la Temporada 2003-2003, fue registrado con Tapatío, cuadro filial de las Chivas Rayadas del Guadalajara en la Primera División A; participó en veinticinco encuentros y anotó cuatro goles, el primero de ellos ante Cruz Azul Oaxaca en la Jornada 2 del Clausura 2004.
Debutó en la Primera División de México, el 13 de agosto del 2004, enfrentando al Atlante en el Estadio Jalisco, en partido correspondiente a la Jornada 1 del Apertura 2004; las Chivas vencieron 7-0 a los Potros de Hierro; Vela marcó el segundo gol del encuentro al minuto 22. 
En el verano del 2006 fue fichado por Jaguares de Chiapas, para cubrir la baja de Luis Alonso Sandoval. Con los Naranjas disputó 66 partidos y realizó 11 goles.
En junio del 2008 fue transferido a Cruz Azul. Durante 5 Temporadas con la Máquina Celeste, Vela jugó 159 partidos y marcó 14 tantos.
En la Temporada 2013-2014 jugó a préstamo con los Potros de Hierro del Atlante. En la siguiente Temporada retornó al Cruz Azul.  
En el 2015 fue a Estados Unidos para jugar con Minnesota United FC en la NASL, que funge como Segunda División, detrás de la Major League Soccer. 
En el 2016 volvió a México para enrolarse con el Club Necaxa en la Liga de Ascenso MX. Con los Rayos logró el ascenso al Máximo Circuito para la Temporada 2016-2017.
En diciembre del 2016, Venados FC anunció la incorporación de Vela al equipo.
Directivo
En julio del 2020, fue nombrado Director deportivo de Cancún Fútbol Club, equipo de la Liga de Expansión MX. 

## Estadísticas
Futbolista
| Club                | País           | Año       | Partidos | Goles |
| ------------------- | -------------- | --------- | -------- | ----- |
| Tapatío (Cárnet)    | México         | 2003-2006 | 35       | 5     |
| Guadalajara         | México         | 2004-2006 | 57       | 5     |
| Jaguares de Chiapas | México         | 2006-2008 | 66       | 11    |
| Cruz Azul           | México         | 2008-2013 | 159      | 14    |
| Atlante             | México         | 2013-2014 | 32       | 1     |
| Cruz Azul           | México         | 2014-2015 | 26       | 1     |
| Minnesota United FC | Estados Unidos | 2015      | 6        | 0     |
| Club Necaxa         | México         | 2016      | 19       | 0     |
| Venados FC          | México         | 2017-2020 | 53       | 0     |
| Total               | Total          | 2004-2020 | 453      | 37    |

Incluye: Ascenso, Liga, Copa Mx, InterLiga, CONCACAF, Libertadores y Mundial de Clubes. 

## Palmarés

### Futbolista
Campeonatos nacionales
| Título                    | Club        | País   |
| ------------------------- | ----------- | ------ |
| Copa México Clausura 2013 | Cruz Azul   | México |
| Clausura 2016             | Club Necaxa | México |
| Final de Ascenso 2016     | Club Necaxa | México |